# Храм Покрова Пресвятой Богородицы (Ессентуки)
Храм Покрова Пресвятой Богородицы (Покровская церковь) — старообрядческий православный храм в городе Ессентуки Ставропольского края. Относится к Донской и Кавказской епархии Русской православной старообрядческой церкви. Памятник архитектуры регионального значения.

## История
Первая старообрядческая Покровская церковь в Ессентуках появилась одновременно с основанием здесь поселения в 1825 году. Это был деревянный храм, привезённый казаками с реки Хопёр. В 1833 году власти превратили его в единоверческую церковь.
Старообрядческая община Ессентуков продолжила существовать. В 1866 году она избрала священником Феоктиста Терентьевича Смирнова, которого рукоположил белокриницкий епископ Иов (Зрянин). В 1870 году для богослужений построили частный дом, а для совершения литургии устроили полотняный алтарь. В 1875 году в этом здании оборудовали постоянный алтарь с иконостасом, но в 1877 году дом сгорает.
В 1878 году, с разрешения властей, старообрядцы построили новую церковь, существующую и поныне. В соответствии с законами того времени, это было простое здание без куполов, колокольни и крестов. В 1905 году, после издания указа «Об укреплении начал веротерпимости», ставятся купола и кресты, а также обустраивается временная звонница для четырёх колоколов. В 1908 году на средства купца Ивана Егоровича Гридина построено здание школы, которая открылась 1 октября 1909 года. В школе обучалось 120 учащихся. В 1912 году построена колокольня на девять колоколов.

## Духовенство
Первым настоятелем церкви был протоиерей Феоктист Смирнов, похороненный на прихрамовой территории. В 1883 году в списке духовенства епископа Силуана (Мороза) упоминается протоиерей Константин и иерей Лукиан. В 1910-х годах в храме служили отец Фёдор Островский и отец Никон Мигузов. С 1904 года диаконом служил Григорий Кротов, которого в 1924 году, после смерти отца Фёдора, рукоположили во священника. Отец Григорий служил в храме до своей смерти в 1948 году и похоронен на храмовом подворье, рядом с отцом Феоктистом. Кроме того, после закрытия монастыря в станице Ермоловской до 1928 года в Покровской церкви служил архимандрит Григорий (Безпалов), а в 1934—1935 годах — отец Евфимий Карнышев.
С 1948 года в церкви служил о. Евфимий Митрохин. В 1951—1965 годах — его сын о. Александр Митрохин. В 1965—1971 годах — о. Василий Плевин, в 1971—1975 годах — о. Иоанн Гамаюнов, в 1975—1976 годах — о. Герасим Милушкин, с марта 1976 года по 14 октября 1976 года — о. Пётр Хрусталёв, в 1976—1980 годах — о. Терентий Дранов. В 1981 году епископ Анастасий (Кононов) рукополагает для храма иерея Михаила Пронюшкина. В 2010 году о. Михаил уходит на покой по состоянию здоровья. В июне 2011 года новым настоятелем стал иерей Валерий Морозов. В 2013 году новым настоятелем стал священноинок Андрей (Кладиев). В 2018 году о. Андрея поставили во епископа Самарского и Саратовского.